# Сербия (тюрьма)
Сербия (пол. Serbia) — народное название несуществующей ныне женской тюрьмы, находившейся в Варшаве, Польша.

## История
Варшавская женская тюрьма была построена в 1835 году вместе с главным корпусом другой тюрьмы Павяк и являлась её частью. Во время русско-турецкой войны 1877—1878 гг. (которая носила народное название «Сербская война») на территории женской тюрьмы Павяка находился военный госпиталь, поэтому позднее женская часть тюрьмы Павяк приобрела в народе название «Сербия». Во время Польского восстания 1863 года здесь содержались участвовавшие в восстании женщины.
В тюрьме родился сын Феликса Дзержинского - Ян.
Осенью 1939 года, после оккупации немецкими войсками Польши, «Сербия» стала использоваться для массовых репрессий мирного населения. В ней также содержались участники польского движения сопротивления. Во время Варшавского восстания 21 августа 1944 года «Сербия» была полностью разрушена немцами. В настоящее время сохранились только фрагменты общей тюрьмы Павяк, которые сегодня являются мемориальным музеем.